# Donbass (film)
Donbass är en film från 2018 i regi av Sergei Loznitsa. Donbass består av 13 löst sammanhängande avsnitt. De flesta av dessa är baserade på verkliga händelser. Donbass tävlade som Ukrainas bidrag vid Oscarsgalan 2019. Filmen är Loznitsas andra om kriget i Donbass, en uppföljare till dokumentärfilmen Maidan (2014).
Filmen visades på filmfestivalen i Cannes och Loznitsa mottog där regipriset i kategorin Un certain regard. På internationella filmfestivalen i India, IFFI, belönades den med priset för bästa film. Donbass har visats på Stockholms filmfestival. Andra filmfestivaler där Donbass visats är Transatlantyk Festival i Polen, Filmfest München i Tyskland, Filmfestivalen i Karlovy Vary i Tjeckien och filmfestivalen i Odessa i Ukraina.